# Джон Дън
Джон Дън (на английски: John Donne) (1572 – 31 март 1631) е английски поет и англикански проповедник. Творбите му, забележителни с  метафоричния и чувствения си стил, включват сонети, любовна поезия, религиозни стихотворения, преводи от латински, епиграми, елегии, песни, сатири и проповеди. Поезията му се отличава с жизнеността на езика си и находчивостта на метафорите в сравнение със своите съвременници. Известен е със своите Свети сонети.
Дън произлиза от римокатолическо семейство и преживява гонения до преминаването си в лоното на Англиканската църква. Въпреки доброто си образование и поетичен талант живее в бедност в продължение на години, разчитайки изключително на богати приятели. През 1615 г. става англикански свещеник, а през 1621 г. декан на катедралата Св. Павел в Лондон. Според някои учени любовната му поезия и сатирата датират от младостта му, а религиозните проповеди от по-зрелите му години, но това не може да се определи със сигурност, тъй като повечето му произведения са публикувани след смъртта му (1633 г.). Изключение правят Годишнини-те, публикувани през 1612 г., и Молитвите при неочаквани случаи, публикувани през 1623 г. Проповедите му са датирани, включително с датата на изнасяне.

## Произход и младост
Джон Дън е роден на Хлебната улица в Лондон, Англия, между 23 януари и 21 юни 1572 г., третото от шест деца. Баща му е от уелски произход и също носи името Джон Дън. Той е управител на компанията Айрънмангърс (Железарска компания) в Ситито на Лондон и уважаван католик, който избягва нежелано внимание от страна на правителството от страх да не бъде преследван заради религията си. Умира през 1576 г., оставяйки на съпругата си Елизабет Хейууд отговорността да отгледа децата им. Елизабет Хейууд, също от видно католическо семейство, е дъщеря на драматурга Джон Хейууд и сестра на преводача и йезуит Джаспър Хейууд. Тя е праплеменница на католическия мъченик Томас Мор. Много от близките сродници на Джон Дън също са преследвани и екзекутирани по религиозни причини. Въпреки явната опасност семейството на Дън урежда образованието му от йезуитски монаси, което му дава дълбоко знание за религията, което го подготвя за религиозните противоречия на своето време. Няколко месеца след смъртта на Джон Дън старши Елизабет Хейууд се омъжва за д-р Джон Симингс, богат вдовец с три деца. На следващата година, 1577, сестрата на Джон Дън Елизабет умира, последвана от още две сестри, Мери и Кетърин, през 1581 г.
Дън учи в Харт Хол, днес Хертфордски колеж, Оксфорд от 11-годишна възраст. След три години в Оксфорд е приет в Кеймбриджкия университет, където учи още три години. Той не получава диплома от двете училища поради отказа си да даде Клетвата за превъзходството (клетва за вярност към Протестантската църква), която е изисквана от завършващите. През 1591 г. е приет в правната школа Тавис Ин, част от групата правни школи Инс ъв Корт в Лондон. През 1592 г. е приет в друга такава школа, Линкълнс Ин. Брат му Хенри е университетски студент до 1593 г., когато е арестуван за приютяване на католическия свещеник Уилям Харингтън, който е измъчван и екзекутиран. Хенри Дън умира в затвора Нюгейт от бубонна чума, което кара Джон Дън да започне да поставя под въпрос католическата си вяра.
По време и след образованието си Дън похарчва доста от значителното си наследство за жени, литература, забавления и пътувания. Знае се, че е посетил Континента и че се е бил заедно с втория граф на Есекс Робърт Девъро и сър Уолтър Ралей срещу испанците при Кадис (1596 г.), където испанците са победени и при Азорските острови (1597 г.), където е видял потопяването на испанския флагмански кораб Сан Фелипе и екипажа му. Според биографа му Айзък Уолтън, който публикува негова биография през 1640 г., Дън живее в Испания и Италия, където наблюдава законите и обичаите и овладява езиците. На 25-годишна възраст изглежда добре подготвен за дипломатическата кариера, която изглежда е търсел. Назначен е за главен секретар на Лорда пазител на Големия печат, сър Томас Егертън и се установява в неговия лондонски дом, Йорк хаус, Стренд близо до двореца Уайтхол, най-влиятелния обществен център в Англия за времето си. През следващите четири години се влюбва в 17-годишната племенница на Егертън Ана Мор и през 1601 г. те тайно се женят противно на волята както на Егертън, така и на баща ѝ Джордж Мор, Офицер на Кулата. Това проваля кариерата му и му печели престой в затвора Флийт заедно със свещеника, който ги е венчал, и свидетеля на венчавката. Дън е освободен, когато се доказва, че бракът е валиден, и скоро осигурява освобождаването и на другите двама. Според Уолтън, когато е написал на жена си, за да ѝ съобщи за загубата на поста си, написал след името си: John Donne, Anne Donne, Undone (разорени). Едва през 1609 г. се помирява с тъста си и получава зестрата.
След освобождаването си Дън е принуден да се оттегли в Пирфорд, Съри. През следващите няколко години едва свързва двата края като адвокат, зависейки от братовчеда на жена си сър Франсис Уоли за жилище за себе си, нея и децата им. Понеже Ан Дън ражда всяка година това е щедър жест. Въпреки че работи като адвокат и като помощник на памфлетиста Томас Мортън, Дън се намира в постоянна финансова несигурност, а семейството му расте. Ан ражда дванадесет деца (включително мъртвородени). Деветте живи са Констанс, Джон, Джордж, Франсис, Луси (по името на благодетелката на Дън Луси, графиня на Бедфорд, нейна кръстничка), Бриджит, Мери, Никълъс и Маргарет. Франсис и Мери умират преди да навършат десет. В отчаянието си Дън пише, че смъртта на дете означава едно гърло по-малко, но не може да си позволи разноските по погребението. През този период Дън пише, но не публикува Биатханатос, дръзката си и ерудирана защита на самоубийството.

### Ранна поезия
Най-ранните стихотворения на Дън показват отлично познаване на английското общество в съчетание с остра критика на проблемите му. Неговите Сатири се занимават с обикновени Елизабетински теми като корупцията в правната система, посредствени поети и помпозни дворяни, но изпъкват благодарение на интелектуалната си изтънченост и поразителна образност. Неговите образи на болест, повръщано, тор и чума спомагат за създаването на силно сатиричен свят, населяван от всички шутове и мошеници на Англия. Третата му сатира обаче се занимава с проблема за истинната религия, въпрос от голямо значение за Дън. Той твърди, че е по-добре внимателно да се изследва собствената религиозна вяра, отколкото сляпо да се следва която и да е установена традиция, тъй като никой няма да бъде спасен на Страшния съд твърдейки: „Хари или Мартин ме научи на това.“ През 1601 г. Дън публикува амбициозно, но незавършено стихотворение, Метемпсихоза, сложно обяснение на природата на доброто и злото, проявени по време на последователните метаморфози на душата от растителния ѝ произход в Еденската градина до днешното ѝ въплъщение в човечеството.
Ранната поезия на Дън е забележителна и с еротичната си тематика, особено в елегиите (той е първият писател използвал думата „секс“ в днешния ѝ смисъл), в които използва неконвенционални метафори, като бълха ухапала (и по този начин съединила кръвта им) двама любовници отъждествена с женитбата. В Елегия XIX: На своята любовница отиваща в леглото той поетично съблича любовницата си и сравнява акта на галенето с изследването на Америка. В Елегия XVIII сравнява пролуката между гърдите на любовницата си с Хелеспонта. Дън не публикува тези стихотворения макар да позволява широкото им обръщение в ръкописна форма. Стихотворенията вероятно са отправени към съпругата му.

## Кариера и зрели години
Дън е избран за член на парламента от избирателния район Бракли през 1602 г., но този пост не е платен и той с мъка изхранва семейството си, разчитайки главно на богати приятели. Модните тогава кръжоци по поезия му позволяват да търси благодетелство и много от стихотворенията му са написани за богати приятели или благодетели, особено за сър Робърт Дрюри, който става основният благодетел на Дън през 1610 г. и с когото Дън посещава Амиен и Париж през 1611 г., връщайки се през Германия. За сър Робърт Дън пише двете си Годишнини, Анатомия на света (1611 г.) и За напредъка на душата (1612 г.). Точните причини за напускането от Дън на Католическата църква не са ясни, но се знае, че Дън е бил във връзка с крал Джеймс I и през 1610 и 1611 г. пише две антикатолически стихотворения Псевдомъченик (целящо да убеди католиците да дадат Клетвата за превъзходство) и Игнатий и неговият конклав (сатира на йезуитите). Макар Джеймс да е доволен от творбите на Дън, той отказва да го върне в съда, а вместо това му препоръчва да бъде ръкоположен. Дън отначало изпитва неохота за заемане на такава длъжност, но накрая се поддава на желанията на краля и е ръкоположен като свещеник от Англиканската църква на 23 януари 1615 г.
Дън става кралски капелан (свещеник) към края на 1615 г. и преподавател по богословие в Линкълнс Ин през 1616 г. Съпругата му умира на 15 август 1617 г., пет дни след като ражда мъртвородено, тяхното дванадесето дете за седемнадесетгодишен брак. Дън дълбоко скърби за смъртта ѝ и не се жени повторно, нещо необичайно за епохата, особено като се има предвид голямото семейство, за което трябва да се грижи. През 1618 г. получава докторат по богословие от Кеймбриджкия университет. По-късно през 1618 г. става личен свещеник на виконта на Донкастър, който е изпратен на посланичество в Германия, което цели да посредничи между католическия император и неговите протестантски поданици от Бохемия. Дън се връща в Англия през 1620 г. През 1621 г. Дън става декан на катедралата Сейнт Полс, водещ (и добре платен) пост в Англиканската църква, който заема до смъртта си през 1631 г. През този период умира дъщеря му Луси на 18-годишна възраст. През 1623 г. най-възрастната му дъщеря Констанс се омъжва за 58-годишния актьор Едуард Алейн, станал известен с изобразяването на героите на Кристофър Марлоу още преди смъртта на драматурга. В края на ноември и началото на декември 1623 г., страда от почти фатална болест, която е или тиф, или грип с последвала седемдневна треска. По време на възстановяването си пише редица размишления и молитви за здравето, болката и болестта, публикувани в книга през 1624 г. под заглавието Молитви при неочаквани случаи, XVII от които по-късно става известна за изразите „никога не питай за кого бие камбаната; тя бие за теб“ и „никой човек не е остров“. През 1624 г. става викарий на Сейнт Дънстънс-ин-дъ-Уест, а след смъртта на крал Джеймс на 27 март 1625 г. Дън чете проповед по случая пред новия крал Чарлс I, комуто става кралски капелан. Печели си репутация като впечатляващ, красноречив проповедник и 160 от проповедите му са публикувани през 1640, 1649 и 1660 г. През февруари 1631 г. изнася известната си проповед Дуел със смъртта в двореца Уайтхол пред крал Чарлс, а последната му творба е Химн за Господ, моя Господ, в моята болест. Умира на 31 март 1631 г., вероятно от рак на стомаха. Джон Дън е погребан в катедралата Сейнт Полс, където му е издиганата паметна статуя (изработена по неговата рисунка в плаща си). Тя оцелява Големия пожар в Лондон (1666 г.) и все още може да бъде видяна.

### Късна поезия
Многобройните му болести, финансови трудности и смъртта на близки приятели допринасят за развитието на по-мрачен и набожен тон в по-късните му стихотворения. Промяната може да се види в Анатомия на света, стихотворение написано в памет на 15-годишната Елизабет Дрюри, дъщеря на неговия благодетел сър Робърт Дрюри. Стихотворението третира кончината на Елизабет с крайна посърналост, използвайки я като символ на Падението на човека и унищожението на вселената.
Стихотворението „Нощна служба на деня на Св. Луси, най-краткият ден в годината“ е относно отчаянието на поета от смъртта на любим човек. В него Дън изразява чувство на пълно отрицание и безнадеждност. Вероятно е написано през 1627 г., когато умират графинята на Бедфорд, Луси и дъщеря му Луси Дън. През 1630 г. Дън пише завещанието си на деня на Св. Луси (13 декември).
Увеличаващата се мрачност на тона на Дън може да бъде забелязана и в религиозните му творби, които започва да пише през същия период. Ранната му вяра в стойността на скептицизма отстъпва място на твърда вяра в учението на Библията. След преминаването си към Англиканската църква става известен с дълбоко трогващите си проповеди и религиозни стихотворения. Страстните редове на тези проповеди повлияват на бъдещи творби на английската литература като За кого бие камбаната от Ърнест Хемингуей и Никой човек не е остров от Томас Мертън, взети от Размишление XVII.
Към края на живота си Дън пише творби, които предизвикват смъртта и страха, която тя предизвиква в много хора на основанието на вярата си, че след смъртта има вечен живот в рая. Един пример за такова предизвикателство е в Свещен сонет X, от който идват известните редове:
„Смърт, не се гордей, макар да си наричана/могъща и ужасна, тъй като не си“. На първия петък от Великите пости през 1631 г. става от болничното си легло и изнася пред краля проповедта Дуел със смъртта, описана по-късно като проповед на собственото му погребение. Дуел със смъртта описва живота като постоянно спускане към страданието и смъртта, но вижда надежда в спасението и безсмъртието чрез прегръщането на Бог, Христос и Възкресението.

## Стил
Джон Дън е считан за майстор на метафизичното кончето, разширена метафора, която съчетава две съвсем несходни идеи в една идея посредством образност. Пример за това е отъждествяването на любовниците със светци в Канонизирането. За разлика от кончетите, които могат да се намерят в други стихотворения от епохата, особено Петраркови кончети, които образуват клиширани сравнения между по-тясно свързани теми и предмети (като роза и любов), метафизичните кончети достигат по-голяма дълбочина сравнявайки два напълно различни обекта. Едно от най-известните кончети на Дън се намира в Прощаване: Забраняване на траура, където сравнява любовниците, които са разделени, с двата крака на пергел.
Творбите на Дън са остроумни, използвайки парадокси, игри на думи и фини, но забележителни аналогии. Неговите произведения често са иронични и цинични, особено по отношение на любовта и човешките мотиви. Чести предмети на произведенията му са любовта (особено в ранния му период), смъртта (след смъртта на жена му) и религията. Поезията му представлява преминаване от класически форми към по-лична поезия. Дън е известен с поетичния си метър, който е структуриран с променливи и „назъбени“ ритми, които се доближават до разговорна реч (заради което по-класически настроения Бен Джонсън отбелязва: „Дън, за неспазването на акцента, заслужаваше обесване“).
През 17 век Дън е известен с метафизичната си поезия. Творбите му поддържат здравословен апетит за живота и неговите удоволствия, като в същото време изразяват дълбоки чувства. Той постига това чрез употребата на кончети, остроумие и интелект -- както е видно в стихотворенията Изгряващото слънце и Бий сърцето ми. Непосредствените поети наследници на Дън се отнасят към творчеството му със смесени чувства, а неокласическите поети гледат на кончетите му като на злоупотреба с метафората. Творчеството му е възродено от романтични поети като Самюъл Колридж и Робърт Браунинг, макар в по-скорошното му възраждане през 20 век от поети като Т. С. Елиът да е изобразен като антиромантичен.

## Религиозно отбелязване
Джон Дън е отбелязван като свещеник в Календара на светците на Англиканската общност и в календара на Евангелистката лутеранска църква в Америка на 31 март.